# ゴマギ
ゴマギ（胡麻木、学名: Viburnum sieboldii ）は、ガマズミ科ガマズミ属の落葉高木。別名、ゴマキ。

## 名前の由来
和名のゴマギは、生葉を揉んだり、枝や葉を傷つけるとゴマ（胡麻）に似た臭気がすることで、「胡麻木」に由来する。学名の種小名 sieboldii は、シーボルトへの献名。

## 分布と生育環境
日本固有種。本州の主に関東地方以西の太平洋側、四国、九州、沖縄に分布し、標高50 - 1300メートル (m) の低地や山地の落葉樹林内に生育し、湿った場所に多い。川沿いなどにも生える。

## 特徴
落葉広葉樹の小高木。樹高は2 - 5 mになるが、大きいものは高さ7 mに達する。幹の樹皮は褐灰色で皮目は少なく滑らか。若い枝は緑色で白い毛が密に生え、のちに緑色から淡灰色になる。古くなると縦に裂ける。枝を折ると、ゴマのような香りがするのが特徴的である。
葉は対生し、葉柄は長さ5 - 20ミリメートル (mm) になり、多少毛が生え、上面に広い溝があり、ごくまれに托葉がある。葉身は長さ5 - 15センチメートル (cm) 、幅2 - 9 cm、形は長楕円形から倒卵形まれに倒披針形で、先端は円頭または鋭頭でときに短い尾状になり、基部はくさび形から円形、縁には鋭鋸歯または粗鋸歯があるが、基部近くには鋸歯はない。革質で葉の表面はしわ状で光沢があり、暗緑色で毛がなく、裏面は淡緑色で多少毛が生えるがのちに脈上と脈腋に毛が残る。側脈は6 - 12対あり、葉の縁までほぼまっすぐに伸び、表面はへこみ裏面に突き出る。
花期は4月 - 6月。枝先に長さ4 - 7 cm、径6 - 14 cmになるピラミッド形の散房花序をつけ、白色の多数の花を密につける。花序枝はふつう対生し、花序の軸とともにふつう毛がある。萼は長さ0.7 - 1 mmの小さな杯状で、上部がわずかに5裂する。花冠は高杯状で上部が5深裂して平開して径7 - 9 mmになり、花冠裂片は長さ2 - 3.2 mmの卵形、花冠筒部は長さ約1.5 mmと短い。雄蕊は5個あり、花冠から突き出て、花糸の長さ3 - 4 mm、葯は楕円形で長さ1.3 - 1.5 mmになる。子房は長さ2.5 - 3 mmになる長楕円形で、柱頭はほぼ無柄。
果期は7月下旬 - 10月。花後にできる果実は長さ8 - 10 mmになる楕円形の核果で、赤い果序に鈴なりにつき、最初は赤くなって完全に熟すと黒くなる。中に種子1個が入る核は長さ7 - 8 mm、厚さ約2.5 mmになる倒卵状楕円形で、核の腹側に縦に走る深い溝が1個ある。
冬芽は長楕円形で、頂芽は測芽よりも大きい。冬芽を包む芽鱗は4枚つき、内側の2枚は軟毛があり、外側の2枚が早く落ちる。葉痕のなかにある維管束痕は、3個横に並ぶ。
- 樹皮
- 花序
- 果実

## 変種
- マルバゴマキ Viburnum sieboldii Miq. var. obovatifolium (Yanagita) Sugim.[9] - 別名、マルバゴマギ、ヒロハゴマキ、オオバゴマキ。基本種のゴマギより低木状で、樹高は約2 mになり、しばしば群生する。葉は基本種より大きく、ふつう長さ10 - 19 cm、大きいもので長さ25 cmになるものもあり、縁には鋭い鋸歯がある。葉身は倒卵形から広倒卵形で、側脈は8 - 12対ある。散房花序も大きく、ふつう径10 - 16 cmになる。本州の東北地方（主に青森県日本海側以南[10]）と北陸地方などの日本海側に分布し、標高30 - 1400 mの山地に生育する[5][6]。もともと基本種と形態的に同一であったものが、冬季に積雪が多い日本海側気候である環境条件に適応して分化し、固定化した変種である。基本種のゴマギと分布域を接する区域（福島県、岐阜県、京都府、兵庫県、岡山県、鳥取県など）では、ゴマギとの交雑によって生じたと考えられる中間型がみられる[2]。

- マルバゴマキ。葉が大きい。
- マルバゴマキの花冠。ゴマギと変わるところがない。